# Sehet, welch eine Liebe hat uns der Vater erzeiget

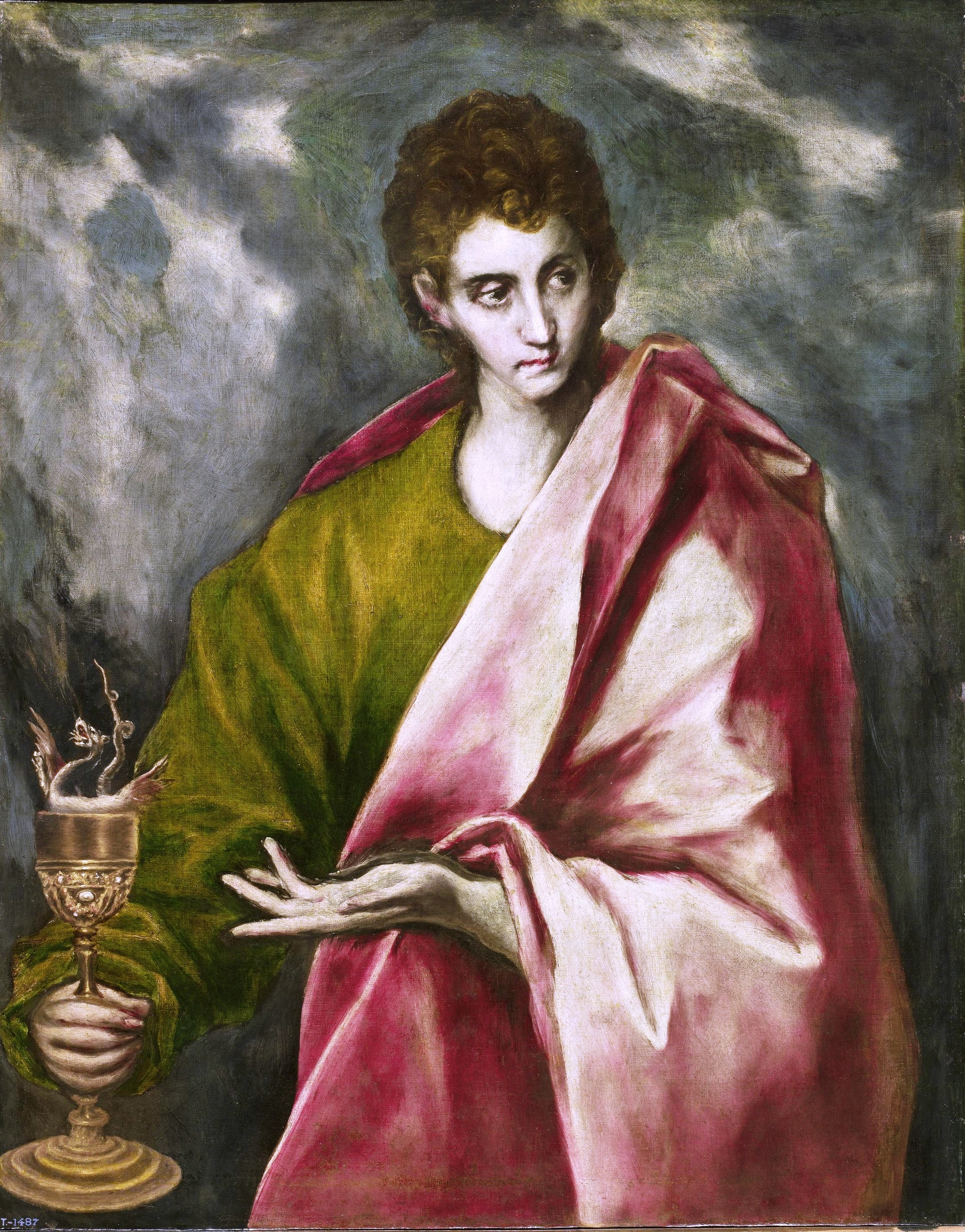
El Greco, L'apôtre Jean.

Sehet, welch eine Liebe hat uns der Vater erzeiget (Voyez quel amour nous a montré le Père), (BWV 64), est une cantate religieuse de Johann Sebastian Bach composée à Leipzig 1723. 

## Histoire et livret
Bach écrivit la cantate durant sa première année à Leipzig pour le troisième jour de Noël qui est également la fête de Jean l'évangéliste et la dirigea le 27 décembre 1723,,. Pour cette destination liturgique, trois autres cantates ont franchi le seuil de la postérité : les BWV 133, 151 et 248/3 (troisième cantate de l'Oratorio de Noël). Les lectures prescrites pour ce jour étaient Héb :1–14 et Jean :1–14, le prologue. L'auteur inconnu se réfère de façon générale aux lectures et enseigne que le fidèle se sachant tellement aimé de Dieu, comme le montre Noël, n'a plus à se soucier du monde. Trois chorals se trouvent dans le texte, ce qui est rare dans les cantates de Bach, mais également dans Darzu ist erschienen der Sohn Gottes, BWV 40, première cantate de Bach composée pour Noël à Leipzig et jouée la veille, et dans Schau, lieber Gott, wie meine Feind, BWV 153, écrite pour le 2 janvier 1724, quelques jours plus tard. Il est possible que ces textes soient du même auteur. Le premier mouvement est basé sur Jean :1. Le seul choral de Noël est le verset 7 du Gelobet seist du, Jesu Christ de Martin Luther comme deuxième mouvement. Le premier vers du Was frag ich nach der Welt de Balthasar Kindermann sert pour le quatrième mouvement. La cantate se clôt sur Gute Nacht, o Wesen, cinquième vers du Jesu, meine Freude de Johann Franck.

## Structure et instrumentation
La cantate est écrite pour cornet à bouquin, trois trombones, hautbois d'amour, deux violons, alto, basse continue soprano, alto, basse et chœur à quatre voix.
Il y a huit mouvements :
1. chœur : Sehet, welch eine Liebe hat uns der Vater erzeiget
2. chœur : Das hat er alles uns getan
3. récitatif (alto) : Geh, Welt, behalte nur das Deine
4. chœur : Was frag ich nach der Welt
5. aria (soprano, violon) : Was die Welt in sich hält
6. récitatif (basse) : Der Himmel bleibet mir gewiß
7. aria (alto, hautbois d'amour) : Von der Welt verlang ich nichts
8. chœur : Gute Nacht, o Wesen

## Musique
Le chœur d'ouverture est arrangé dans le style d'un motet; un chœur de trombones à l'ancienne double les voix. Le récitatif alto est accompagné de vigoureux mouvements du continuo. Dans l'aria soprano, une gavotte, un violon solo virtuose représente peut-être les « choses de ce monde ». L'aria alto est accompagnée d'une mélodie lyrique par le hautbois d'amour. Le choral Gute Nacht, o Wesen est construit en quatre parties.

## Source
- (en) Cet article est partiellement ou en totalité issu de l’article de Wikipédia en anglais intitulé « Sehet, welch eine Liebe hat uns der Vater erzeiget, BWV 64 » (voir la liste des auteurs).